# 胡学戴
胡学戴，揚州江都人，是一名明朝政治人物。
胡学戴曾于接替沈在宥任漳州府知府一职，崇祯末年(1642年前后)由金丽泽接任。